# Consulat général des États-Unis à Québec
Le consulat général des États-Unis à Québec est une représentation consulaire des États-Unis au Canada.

## Histoire
La ville de Québec, capitale de la province de Québec, fut une des premières villes canadiennes à accueillir un officier américain en permanence.
En 1834, l'importance sans cesse grandissante des échanges bilatéraux entre le Canada et les États-Unis a fait en sorte que Richard Peniston a été nommé le premier agent consulaire du gouvernement américain dans la province de Québec. En 1855, un an après la signature du traité de réciprocité entre la Grande-Bretagne et les États-Unis, un consul général est nommé à Québec. Six ans plus tard, les États-Unis nomment leur premier consul de citoyenneté américaine pour la province. Depuis ce temps, un consulat est établi de façon permanente dans la ville de Québec.

## Territoire
De par sa géographie, le district consulaire du consulat général des États-Unis à Québec est probablement le plus vaste au monde. Le territoire inclut une grande partie de la province de Québec ainsi que le territoire du Nunavut. Cette partie canadienne de l'Arctique représente une distance équivalente à l'Alaska et la Californie combinés. Il est difficile d'estimer le nombre précis de citoyens américains qui habitent au Québec. Plusieurs d'entre eux y habitent depuis plusieurs générations et/ou possèdent la double nationalité. Il y aurait approximativement 6 000 Américains habitant la ville de Québec[réf. souhaitée].

## Échanges
Les États-Unis et le Canada entretiennent la plus grande et la plus importante relation bilatérale au monde. En effet, le montant des échanges commerciaux s'élève à cinq-cents milliards de dollars par année. Ce phénomène est aussi observé à l'échelle régionale entre Québec et les États-Unis. Plus de 80 % des exportations du Québec vont vers les États-Unis, et ce, pour une somme totalisant presque soixante milliards de dollars. Pour ce qui est des importations, le Québec importe pour vingt-six milliards de dollars (sur 63,4 millions de dollars canadiens importés par le Canada). Le Vermont à lui seul représente le troisième plus important partenaire commercial de la province de Québec, dépassant la France et l'Allemagne. Le secteur énergétique du Québec (en particulier l'hydro-électricité et l'énergie éolienne) est un des intérêts les plus importants pour les États de la Nouvelle-Angleterre.

## Mission
Un des principaux objectifs de la mission américaine au Canada est de favoriser le développement économique nord-américain tout en maintenant des normes élevées de santé et de sécurité.
Le Consulat général à Québec a pour objectif :
- En collaboration avec le consulat général de Montréal, représenter les États-Unis dans la région francophone de l'Amérique du Nord ;
- Assurer l'accroissement des échanges économiques entre les États-Unis et le Québec tout en maintenant des normes de sécurité et un environnement de qualité ;
- Travailler en collaboration avec le gouvernement du Québec, ses institutions et sa population afin de renforcer les liens culturels, politiques et économiques avec les États-Unis ;
- Assurer la présence et l'action américaine dans le territoire du Nuvavut.

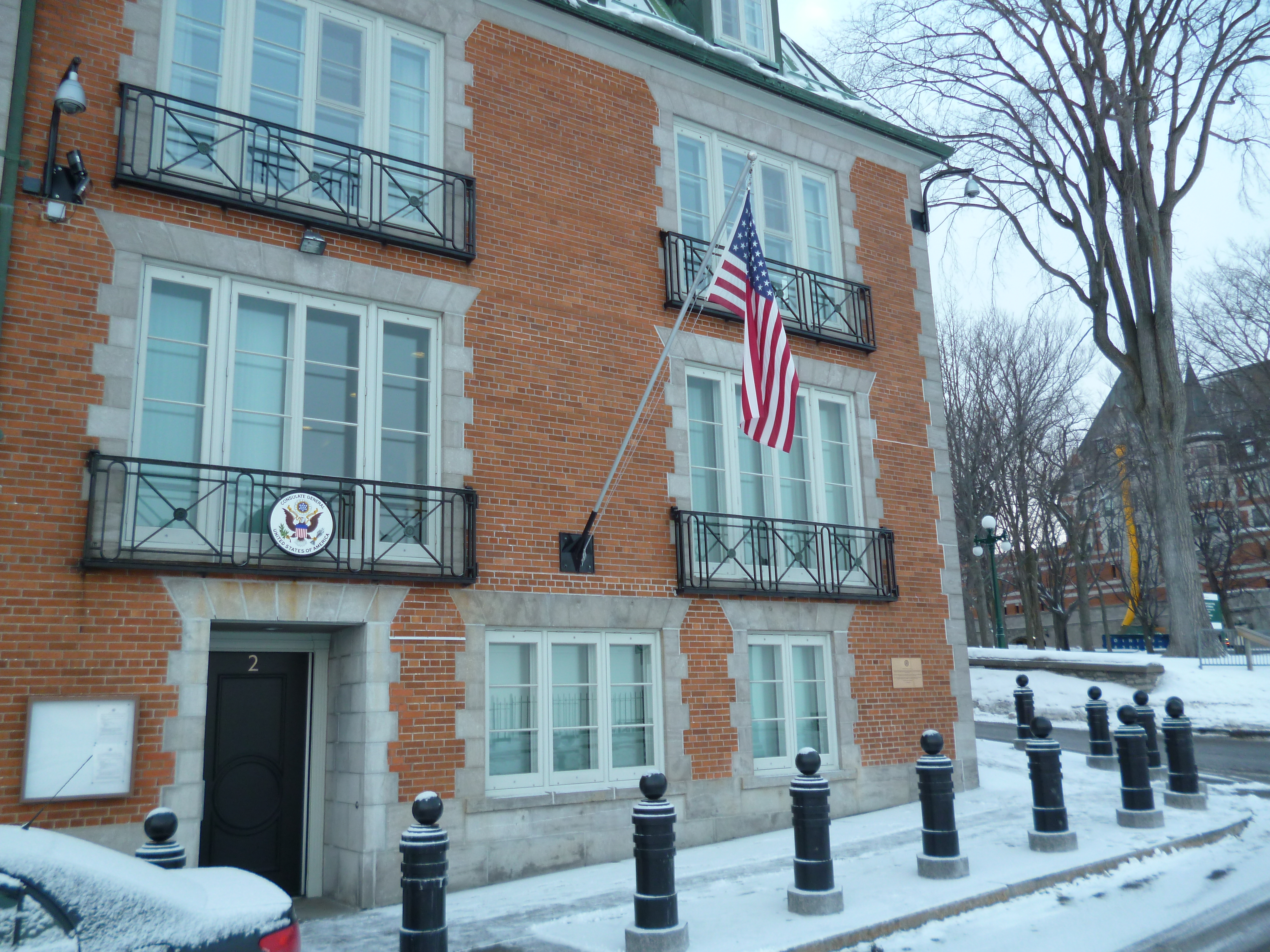
Le consulat, en février 2014.